# Solveig Dommartin
Solveig Dommartin (* 16. Mai 1961 in Constantine, Algerien; † 11. Januar 2007 in Paris) war eine französische Schauspielerin.

## Leben
Dommartins Schauspielkarriere begann bei der „Compagnie Timothée Laine“ und am „Theater Labor Warschau“. Ihre ersten Filmerfahrungen sammelte sie als Assistentin von Jacques Rozier. Ihr Debüt als Filmschauspielerin gab sie in Wim Wenders’ Film Der Himmel über Berlin (1986/1987).
Es folgten weitere Rollen in Filmen von Wenders, darunter auch die Hauptrolle in dem Film Bis ans Ende der Welt, den sie mit Wenders zusammen konzipiert hatte. Gemeinsam reisten sie um die Welt, um nach geeigneten Schauplätzen für das Projekt zu suchen. Auch privat waren sie ein Paar.
Dommartins Karriere stagnierte jedoch nach den Wenders-Filmen. Sie spielte noch zwei Fernsehrollen, die eine als Gaststar neben Jean-Claude Dauphin und Claude Jade in dem Kommissar-Navarro-Krimi Sentiments mortels (1995), die andere 1996 neben Francis Huster in dem TV-Krimi A qui profite le crime? aus der Reihe „Commandant Nerval“. 1998 führte sie Regie bei dem Film If There Were a Bridge.
Solveig Dommartin starb am 11. Januar 2007 im Alter von 45 Jahren an den Folgen eines Herzinfarkts. Begraben ist sie in Bulgnéville, wo sie einen Teil ihrer Kindheit verbracht hat.

## Filmografie
Als Schauspielerin
- 1987: Der Himmel über Berlin
- 1989: The Prisoner of St. Petersburg
- 1990: Ich bin dir verfallen (Je t’ai dans la peau)
- 1990: Scheiß auf den Tod (S’en fout la mort)
- 1991: Bis ans Ende der Welt (auch Mitautorin)
- 1993: In weiter Ferne, so nah!
- 1994: Ich kann nicht schlafen (J’ai pas sommeil)
- 1995: Kommissar Navarro (Fernsehserie, Folge Sentiments mortels)
- 1996: Commandant Nerval (Fernsehserie, Folge A qui profite le crime?)
- 1997: Eiffel Tower Trilogy: Height, Weight & Gravity (Kurzfilm)

Als Filmeditorin
- 1985: Tokyo-Ga

Als Regisseurin
- 1998: Il suffirait d’un pont (Kurzfilm)